# Deh Kohneh (ort i Iran)
Deh Kohneh (persiska: ده کهنه) är en ort i Iran.   Den ligger i provinsen Kermanshah, i den nordvästra delen av landet, 400 km väster om huvudstaden Teheran. Deh Kohneh ligger 1 442 meter över havet och antalet invånare är 117.
Terrängen runt Deh Kohneh är varierad. Runt Deh Kohneh är det ganska tätbefolkat, med 124 invånare per kvadratkilometer. Närmaste större samhälle är Kangāvar, 11,5 km nordost om Deh Kohneh. Trakten runt Deh Kohneh består i huvudsak av gräsmarker.